# Pla seqüència
El pla seqüència és una tècnica cinematogràfica de planificació del rodatge, on la càmera no deixa de rodar durant un temps bastant dilatat; s'hi poden usar tràvelings i diferents grandàries de plans i angles en el seguiment dels personatges o en l'exposició d'un escenari. Aquest procediment no s'usa habitualment a causa del gran nombre d'elements que han de coordinar-se (actors, càmera, il·luminació, etc...), ja que cal començar de nou des del principi si algun falla. Per aquest mateix motiu resulta més costós que una planificació més fragmentada.
Un dels més famosos plans seqüència de la història del cinema pertany a l'arrencada de la pel·lícula d'Orson Welles, Set de Mal, en el qual el suspens centrat en quan esclatarà una bomba col·locada en un cotxe que travessa pel centre de la ciutat, es combina amb la presentació de la parella protagonista, tot això embolicat pel ritme sincopat d'un tema de Henry Mancini.

## Durada
Un pla seqüència pot durar des d'algunes desenes de segons a alguns minuts, el límit tècnic al cinema (abans de l'era digital) era el de la duració d'una bobina de pel·lícula (aproximadament 12 minuts). Avui, els diferents suports digitals ofereixen tanmateix moltes més possibilitats, ja que certes càmeres poden rodar fins a dues hores sense parar. La noció de «llarga duració» és doncs molt subjectiva.

## Control
El pla seqüència sovint és difícil de dominar, sobretot en moviments de càmera i d'actors, ja que cal estudiar el camp de la càmera (moment en què els actors entren i surten del camp, els accessoris com els micros i projectors no s'han de veure...). D'aquí la necessitat de repetir-ho abans, perquè tots els que intervenen (actors i tècnics) estiguin d'acord.

## Efectes buscats
- Donar dinamisme a una escena
- Seguir l'acció o descobrir un lloc com ho fa l'heroi (identificació)
- Penetrar un univers
- Presentar la simultaneïtat d'escenes adjacents
- Ensenyar l'acció en temps real

## Antecedents
En filmar La soga (1948), Alfred Hitchcock pretenia que la pel·lícula tingués l'efecte d'una presa llarga contínua, però les càmeres disponibles no podien contenir més de 1000 peus (304,8 metres) de pel·lícula de 35 mm. Com a resultat, cada presa feia servir fins a un rotllo complet de pel·lícula i durava 10 minuts com a molt. Moltes preses acaben amb un tràveling en una superfície sense trets distintius (com l'esquena de la jaqueta d'un personatge), començant la següent presa en el mateix punt fent servir el zoom invers. Tota la pel·lícula es compon de només 11 preses.
Andy Warhol i el cineasta vanguardista col·laborador Jonas Mekas van filmar la pel·lícula experimental Empire (1964), de 485 minuts de duració, en 10 rotllos de pel·lícula amb una càmera Auricon de pel·lícula de 16 mm que permetia preses més llargues, a diferència de la de 35 mm.
La longitud d'una presa estava originalment limitada a la quantitat de pel·lícula que una càmera podia tenir, però en arribar el vídeo digital s'ha allargat considerablement la longitud màxima d'una presa. Alguns llargmetratges estrenats, com Timecode, L'arca russa, PVC-1 i La casa muda, es van rodar en una sola presa, altres es componen enterament d'una sèrie de preses llargues, mentre que molts més poden ser coneguts per un o dos plans seqüència específics dintre de pel·lícules convencionalment editades. El 2012, el col·lectiu artístic The Hut Project va produir The Look of Performance, una pel·lícula digital d'una sola presa de 360° que dura 3 hores, 33 minuts i 8 segons. La pel·lícula es va filmar a 50 quadres per segon, és a dir, el treball final exhibit dura 7 hores, 6 minuts i 17 segons.
El pla seqüència s'utilitza molt poc en televisió, a causa de la seva complexitat i la necessitat d'un alt domini. Una excepció és l'episodio Triangle de The X-Files (Temporada 6, Episodi 3), dirigit (i escrit) pel mateix creador de la sèrie, Chris Carter. Els 44 minuts de l'episodi es van filmar en quatre preses encadenades d'11 minuts de duració, com si tot l'episodi estigués filmat en una sola presa.
La sèrie televisiva Mad About You, protagonitzada per Helen Hunt i Paul Reiser, en l'episodi 9 de la sisena temporada "La conversa", va fer servir el pla seqüència filmant el capítol íntegrament en una sola presa. Al final del capítol, Paul i Jamie estan asseguts en una butaca de la sala d'estar mirant una pel·lícula, i ell li explica a ella que allò que estaven mirant va ser filmat en una sola presa, i li intenta explicar el difícil que és dur a terme un pla seqüencial, però ella li treu importància. Una de les raons per què és molt estrany veure aquest tipu de pla en una sèrie televisiva, és la necessitat de talls comercials. L'encarregat de dirigir aquest episodi va ser el director Gordon Hunt, pare de Helen Hunt, conegut per dirigir episodis dels Barrufets i els Supersònics entre d'altres.

## Directors adeptes del pla seqüència
- Orson Welles[1]
- Brian De Palma[1]
- Quentin Tarantino
- Stanley Kubrick
- Martin Scorsese[1]
- Paul Thomas Anderson
- Kenji Mizoguchi
- Mikhaïl Kalatozov
- Alfonso Cuarón[1]
- Gus Van Sant
- Quentin Dupieux
- Theo Angelópulos
- Michel Gondry
- Roberto Rossellini

## Pel·lícules amb plans seqüències cèlebres o remarcables
- L'aurore (1927, Friedrich Wilhelm Murnau), quan el marit s'avança a la trobada de la dona a la nit. Es tracta d'un dels primers plans seqüències del cinema
- Ninotchka (1939, Ernst Lubitsch), enviada a París pel govern soviètic per supervisar la venda de joies robades durant la Revolució Russa, troba el Comte Léon d'Algout que està encarregat de recuperar-les per a la seva antiga propietària. Prova amb tots els seus encants amb la glacial Ninotchka i aconsegueix trencar el gel en el transcurs d'un llarg pla seqüència on intenta fer-la somriure contant-li un acudit. La sortida no és l'esperada, el Comte s'enfonsa a la seva cadira mentre que Ninotchka marxa amb un gran riure boig.
- Under Capricorn (1949) i sobretot  The Rope  1948), d'Alfred Hitchcock, la pel·lícula - s'hauria de dir teatre filmat - desenvolupa quasi sense interrupció amb un trucatge per passar d'una bobina a l'altre. Hitchcock havia fet fabricar bobines especials per poder filmar les escenes, les de l'època no permetien filmar més que una desena de minuts.
- Nascuda ahir (Born Yesterday), (1950, George Cukor), una memorable partida de cartes entre Harry Brock, home de negocis una mica pocavergonya va a Washington per intentar corrompre un senador.
- The Tragedy of Othello: The Moor of Venice , 1952, Orson Welles), un pla seqüència rodat en una platja simplement amb un jeep com únic accessori (per portar la càmera).
- Mr Hulot, de visita a la vil·la de la noia de la qual està enamorat de manera maldestra, examina discretament els quadres i el mobiliari del saló mentre es prepara per al seu passeig a cavall. Intenta redreçar els quadres coixos amb l'extrem del seu fuet fins que un dels seus esperons fa tirar a terra una pell de guineu. (Les vacances del Senyor Hulot, 1953, Jacques Tati)
- Camins de glòria (Paths of glory) (1957, Stanley Kubrick) un travelling darrere mostra un oficial (Kirk Douglas) que avança i passa revista als seus soldats abans de l'atac.
- Touch of Evil 1958, Orson Welles), sobretot amb el seu moviment de grua (la càmera passa sobre la frontera de Tijuana per seguir el trajecte del cotxe), interromput sobtadament per l'explosió d'una bomba. El començament de El joc de Hollywood (1992, Robert Altman) li fa l'ullet i és una referència directa de Touch of Evil
- Soy Cuba (1964, Mikhaïl Kalatozov), que conta la Revolució castrista a Cuba en els anys 1960, els plans-seqüències són filmats amb una gran preocupació de l'estètica, en particular l'escena del grup de música de jazz sobre l'immoble, que la càmera deixa per anar a ofegar-se més avall a l'aigua agitada d'una piscina.
- L'homicidi de David Locke (interpretat per Jack Nicholson) a Professione: reporter (1974, Michelangelo Antonioni): es veu David Locke allargat sobre el seu llit, viu; la càmera es gira cap a la finestra enreixada, travessa aquesta per seguir una autoescola en un pati, se sent un soroll de detonació, i se segueix el cotxe per vorejar la casa i tornar a l'habitació per la porta on es descobreix Locke sobre el mateix llit, ara mort.
- The Shining (1980), Stanley Kubrick utilitza el steadicam i confirma la fluïdesa dels moviments de l'aparell, per exemple quan el jove Danny travessa l'hotel sobre el seu tricicle, quan Wendy és perseguida per Jack a l'escala o durant la famosa persecució final al laberint.
- Idí i smotrí (Rèquiem per a una massacre, 1984, Elem Klímov), on se segueixen les malaventures d'un jove guerriller en el camp belarús destrossat per les massacres nazis, es troben llargs plans-seqüències, sobretot en l'escena on el poble és cremat amb els seus habitants, o inclús un pla-seqüència particularment visual sobre la travessia d'un aiguamoll pel jove partisà.
- Un dels nostres (1990, Martin Scorsese), el director ens mostra en un excel·lent pla seqüència l'arribada del personatge de Henry Hill (Ray Liotta) entrant al restaurant de Copacabana acompanyat per la seva dona. Aquesta escena és gairebé una radiografia del món de la màfia a la ciutat de Nova York a través de les relacions i connexions del protagonista amb els diferents personatges que apareixen al llarg de la seqüència.
- Irreversible (2002 Gaspar Noé), realitza un film amb un total de 12 plans seqüència, incloent-n'hi un d'una violació anal a Monica Belucci, aquesta ha esdevingut una de les escenes més polèmiques del cinema.
- Oldboy (2003, Chan-wook Park) conté una de les millors escenes de lluita contemporànies.
- Expiació (2007, Joe Wright),[1] conté una escena a la platja i voltants on descansen els soldats.
- JVCD (2008, Mabrouk el Mechri), Jean-Claude Van Damme realitza en pla seqüència una escena de combat de 3 minuts i més tard continua amb un monòleg que allarga el pla fins a 7 minuts.
- A la sèrie Adolescence tots els capítols estan rodats en pla seqüència.[2]